# Fülöp-szigeteki héjabagoly
A Fülöp-szigeteki héjabagoly (Ninox philippensis) a madarak (Aves) osztályának bagolyalakúak (Strigiformes) rendjébe, ezen belül a bagolyfélék (Strigidae) családjába tartozó faj.

## Rendszerezése
A fajt Charles Lucien Jules Laurent Bonaparte francia ornitológus írta le 1855-ben.
Korábban, eme szigetország összes szigetén élő héjabaglyát ebbe a fajba sorolták, mint alfajokat, azonban kutatások során többjüket leválasztották.

## Alfajai
- Ninox philippensis centralis - (Bohol, Boracay, Carabao, Guimaras, Negros, Panay, Semirara és Siquijor)
- Ninox philippensis philippensis - (Biliran, Buad, Catanduanes, Leyte, Luzon, Marinduque, Polillo és Samar)
- Ninox philippensis ticaoensis - (Ticao)

## Előfordulása
A Fülöp-szigetek területén honos, az egyik endemikus madara. Természetes élőhelyei a szubtrópusi vagy trópusi mangroveerdők, síkvidéki és hegyi esőerdők, valamint másodlagos erdők. Állandó, nem vonuló faj.

## Megjelenése
Testhosszúsága 20 centiméter. A hím és tojó között alig van nemi kétalakúság. A madár barna tollazatát fehér foltozások tarkítják. Ebben a szigetvilágban az egyik legkisebb méretű bagolyfaj. Szemei fölött szemöldökszerű fehér tollak ülnek; a csőre fölött x-alakba rendeződve, bajuszszerű szintén fehér tollak vannak. Ennek a bagolyfajnak nincsenek „fülei”, azaz hiányoznak nála a fülnek tűnő felemelkedő tollak. Mindegyik alfajának a háti része barna; szárnyaik külső felén ovális, fehér foltokkal. Farktollai sötétbarnák, vékony, fehér csíkokkal. Fejének oldalai barnák, pofája fehéres. Hasi része világos, barna sávozással, mely a begynél sötétebb árnyalatba torkollik. Farktollainak belső fele fehér színű. A sárga lábait részben tollazat fedi. Csőre olajzöld.

## Életmódja
Tápláléka rovarok és kisebb rágcsálók.

## Szaporodása
A költési időszaka február környékén van. Fészkét faodvakba rakja.

## Természetvédelmi helyzete
Az elterjedési területe nagyon nagy, egyedszáma viszont csökken, de még nem éri el a kritikus szintet. A Természetvédelmi Világszövetség Vörös listáján nem fenyegetett fajként szerepel.

## Fordítás
- Ez a szócikk részben vagy egészben  a   Luzon hawk-owl című angol Wikipédia-szócikk ezen változatának fordításán alapul.  Az eredeti cikk szerkesztőit annak laptörténete sorolja fel. Ez a jelzés csupán a megfogalmazás eredetét és a szerzői jogokat jelzi, nem szolgál a cikkben szereplő információk forrásmegjelöléseként.